# 箭内道彦
箭内 道彦（やない みちひこ、1964年4月10日 - ）は、日本のクリエイター。福島県出身。東京藝術大学教授。

## 人物
広告することは、応援すること。対象の輝きを抽出最大化し、未だその存在に気づいていない多くの人に届け伝えること。結果、自身の活動は多岐にわたる。領域を超え、既存の概念を解体しながら、その全てを「広告」として、活動を続けている。
クリエイティブ・ディレクター、東京藝術大学美術学部デザイン科教授（第2研究室  Design Alternative）、フリーペーパー『月刊 風とロック』発行人・編集長、コミュニティFM「渋谷のラジオ」（87.6MHz）名誉局長、ロックバンド「猪苗代湖ズ」ギタリスト、「風とロック芋煮会」実行委員長、などの肩書を持つ。
福島県しゃくなげ大使、郡山市フロンティア大使、郡山市音楽文化アドバイザー、東京コピーライターズクラブ副会長、東京2020オリンピック・パラリンピック 文化プログラム NIPPONフェスティバル テーマ「東北復興」クリエイティブディレクター、ACC TOKYO CREATIVITY AWARDS メディアクリエイティブ部門審査委員長、朝日広告賞審査委員、読売広告大賞審査委員、フジサンケイグループ広告大賞審査委員、福島民報広告大賞審査委員、全国FM放送協議会 JFN賞審査委員、日本雑誌広告賞審査委員、日本民間放送連盟賞CM部門審査委員、南海放送CM大賞審査委員長、日本海事広報協会「海の日」ポスターコンクール審査委員。

## 来歴
1964年、福島県郡山市生まれ。
吉田拓郎や松山千春などフォークシンガーに憧れ、中学2年生からギターを弾く。
郡山ザベリオ学園幼稚園、郡山市立金透小学校、郡山市立郡山第二中学校を経て、福島県立安積高等学校を卒業後、三浪して東京藝術大学に入学。
1990年、同大学美術学部デザイン科卒業後、博報堂に入社。最初の仕事で好評を得るが、その後ヒット広告が出ず（この7年を自ら暗黒期と呼んでいる）現状を打破しようとCMプランナーへの転属願いを出す。
1996年、CMプランナーに転向。
1998年、金髪に染める。
2003年4月、博報堂を退社し『風とロック』を設立。
2004年、クリエイティブ・エージェンシーとして「風とバラッド」を設立。
2005年4月～、フリーペーパー『月刊 風とロック』を刊行。
「風とキック」（後に「ロックンロール食堂」）、関西に「風とランディ」を設立。
2005年12月、「広告サミット」を立案、開催。
2007年、ロックの学園 教頭に着任（校長：忌野清志郎）。
2007年〜2016年、東京藝術大学美術学部デザイン科非常勤講師を務める。
2008年4月〜2011年3月、NHKトーク番組 『トップランナー』5代目MCとしてレギュラー出演。
2008年4月〜2019年3月、青山学院大学総合文化政策学部非常勤講師を務める。
2009年10月、故郷福島で「207万人の天才。風とロックFES 福島」を開催。
2010年9月、同じ福島県出身であるサンボマスターの山口隆（会津若松市出身）、THE BACK HORNの松田晋二（塙町出身）、TOKYO No.1 SOUL SETの渡辺俊美（川内村出身）とともにバンド「猪苗代湖ズ」を結成。
2011年2月、「風とバラッド」解散。
2011年3月、東日本大震災で被害を受けた福島県を応援するため「猪苗代湖ズ」の楽曲「I love you & I need you ふくしま」をレコーディング。音楽配信・CD発売。売り上げ全額を、福島県災害対策本部に寄付。
2011年12月、「猪苗代湖ズ」ギタリストとして第62回NHK紅白歌合戦に出場。「I love you & I need you ふくしま」を演奏。
2011年7月、広告会社「すき」「あいたい」「ヤバい」設立。
2011年9月、福島県を西から東へ駆け抜けた6日間のロックフェス「LIVE福島 風とロックSUPER野馬追」実行委員長。また、福島県内で風とロック芋煮会や風とロック CARAVAN福島といった音楽イベントを実行委員長として企画、開催している。
2014年、秋田公立美術大学客員教授に着任。
2015年4月、福島県クリエイティブディレクターに着任。
2015年7月、最初で最後の監督作品、映画『ブラフマン』公開。
2015年11月、福山雅治らとともに渋谷区のコミュニティ放送局「渋谷のラジオ」を設立し、理事長に着任。2016年4月1日開局。
2016年4月、東京藝術大学美術学部デザイン科映像・画像研究室准教授に着任。
2018年12月〜、東京藝術大学学長特別補佐（広報・ブランディング戦略担当）を兼務。
2019年4月〜、東京藝術大学美術学部デザイン科教授。
2020年4月〜、東京藝術大学学長特命を兼務。　
2020年7月〜、渋谷のラジオ名誉局長。

## 仕事

### 広告
- 森永製菓「小枝」（1996年）「ハイチュウ」（1997年〜2005年）、「チョコボール」（2001年〜2006年）
- 日産自動車「S-RV」（1996年〜1997年）、「ルネッサ」（1997年）
- サンヨー食品「カップスター」（1999年）
- L'Arc～en～Ciel「ark」「ray」（1999年〜）
- キリンビール「ブラウマイスター」（1993年）、「21世紀ビール」（2000年）
- キリンビバレッジ「ジェットライム」（1998年）、「ファイア ホワイトコーヒー」「クリームティー」（2004年）
- DREAMS COME TRUE「THE SOUL」（1999年）、「DREAMAGE」（2003年）
- au「ふつうの17歳なんか、ひとりもいない。」（2000年）
- JUDY AND MARY「ひとつだけ」（2000年）、「WARP」「コンプリートベスト」（2001年）
- Mean Machine「この国はよくない方向に進んでいる。」（2001年）[1]
- Sony Music「Sony Music Audition」（2002年）
- キンチョウ「コンバット」「カトリス」「クリーンフロー」「キンチョールジェット」（2002年）
- ルーレットCM「森永製菓」「ツムラ」「ミスタードーナッツ」「金鳥」「永谷園」（2002年）
- フジテレビジョン「きっかけはフジテレビ」(2003年)
- 奥田民生「10th anniversary ドラマーシャル #1コーセー、#2富士フイルム、#3アサヒビール、#4マツダ」(2004年)
- リクルート「リクナビNEXT」(2004年)、「ゼクシィ」（2011年〜2016年）
- YUKI「歓びの種」（2005年）
- 資生堂「uno 」お笑い芸人52人CM（2005年）、coloring entertainment（2006年）、木更津キャッツアイ（2006年）、闘う男（2007年）、デオドラントスプレー（2007年）、オダギリジョー資生堂に就職（2008年）、「ザ・コラーゲン」（2014年）
- 任天堂「スーパーマリオ生誕20周年」(2005年)
- 富士フイルム「NO PHOTO, NO LIFE.」（2005年）、「PHOTO IS」（2005年〜2006年）、「DO PHOTO」（2007年）、「X-T1」（2014年）
- 木村カエラ「Circle」(2006年)
- 東京メトロ「TOKYO HEART」宮﨑あおい（2007年〜2009年）、「TOKYO HEART」新垣結衣（2010年）、「TOKYO WONDERGROUND」 杏（2011年）、「We are the Tokyo Navigator」武井咲（2012年）、 「Find my Tokyo.」堀北真希（2015年）、「Find my Tokyo.」石原さとみ（2016年〜 ）
- トライグループ「家庭教師のトライ」(2007年)
- オンワード樫山「23区」(2008年〜2009年)
- JAPAN-狂撃-SPECIAL 「This is なめんなよ」（2009年）
- サントリー「ALEX」（2001年）、「カクテルバー」（2004年）、「角」（2004年）、「ほろよい」（2009年〜 ）、「STONES BAR」（2012年）
- サントリー×TOWER RECORDS「NO MUSIC, NO WHISKY.」（2009年）
- 桃屋桃屋「辛そうで辛くない少し辛いラー油」（2009年〜 ）、「キムチの素」（2011年〜 ）、「味付ザーサイ」（2011年〜 ）、「味付メンマ」（2011年）、「きざみにんにく」（2012年）「きざみしょうが」（2012年〜 ）、「唐がらしのり」（2012年）、「食べる生七味」（2014年〜 ）、「梅ごのみ」「ごはんですよ！」「穂先メンマ やわらぎ」（2015年）
- 福山雅治「THE BEST BANG!!」（2010年）
- ちふれ化粧品「SAVE WOMAN」（2010年）
- ニューバランス「PF-FLYERS」（2010年）
- 江崎グリコ江崎グリコ「クラッツ」（2010年）、「ビスコ」（2011年〜 ）、「Cheeza」（2012年〜 ）、「SUNAO」（2018年〜 ）
- 江崎グリコ「クラッツ」（2010年）、「ビスコ」（2011年〜 ）、「Cheeza」（2012年〜 ）、「SUNAO」（2018年〜 ）
- mobage「どんな未来にも愛はある。そう思います。私たちも。」（2011年）
- 朝日新聞「天声人語の1文目」（2012年）
- 東北ライブハウス大作戦（2012年）
- MAGASEEK（2012年〜2013年）
- 公益財団法人JKA「KEIRIN 2011」（2011年）、「KEIRIN 2012」（2012年）、「THE HUMAN SPORTS」（2013年）、「競輪×人生」（2014年〜2015年）
- PARCO「MOTTO PARCO」（2001年）、「なんでもない日のプチプレゼント。」（2001年）、「WONDERFUL XMAS」「BELIEVE IN WONDER」（2002年）、「Miracle?」（2003年）、「PARCO SAYS,」（2005年）「グランバザール」 （2006年）、「仙台パルコOPEN」（2008年）「LOVE HUMAN」（2011年〜2013年）、「SPECIAL IN YOU.」（2014年〜 ）、「Last Dance__」（2016年）、「50年目の、新しいパルコ。」（2019年）
- 東洋水産「マルちゃん麺づくり」（2013年〜2014年）
- はごろもフーズ「はごろもシーチキン」シーチキン食堂（2014年〜 ）
- 日本民間放送連盟ラジオ委員会・全国民放ラジオ100局 「ラジオになりたい」キャンペーン（2014年）
- NHK 紅白歌合戦「歌おう。」（2014年）、「ザッツ、日本！ ザッツ、紅白！」（2015年）
- キユーピー「キユーピーマヨネーズ」（2015年）、「キユーピーハーフ」（2016年〜 ）
- DyDo「ダイドーブレンド」「世界一のバリスタ監修」「デミタス」（2015年〜 ）「うまみブレンド」（2016年）、「GINREI」（2018年〜 ）
- 福島県「ふくしまプライド。」（2015年〜 ）
- NHK 「大河ドラマ「西郷どん」パワープッシュソング ～その時、レキシが動いた～」（2018年）
- 東京藝術大学×小学館 「藝大アートプラザ オープン」（2018年）

### ロゴ
- 日本野球機構 NPB シンボルマーク（1998年）
- CDショップ大賞（2008年）
- TOKYO FM 「80.Love」（2008年）
- ap bank fes'12 「Fund for Japan」（2012年）
- TOKYO MX『news TOKYO FLAG』（2020年）

### グラフィック
- タワーレコード「NO MUSIC, NO LIFE.」（1996年〜 ）
- 大人計画 「大人計画フェスティバル」（2006年）、「大パルコ人　メカロックオペラ 〜サイボーグなのでバンド辞めます！〜」（2010年）、 「バカロックオペラバカ 高校中パニック！小激突！！」（2014年）、「大パルコ人③ ステキロックオペラ『サンバイザー兄弟』」（2016年）、「クラウドナイン」（2017年）
- レキシ  「レキシ」（2007年）、「レキツ」（2011年）、「レキミ」（2012年）、「レシキ」（2014年）、「 Vキシ」（2016年）、「ムキシ」（2018年）
- 福島民報社 福島民報 創刊115周年特集号「207万人の天才。」（2007年）
- 映画宣伝美術「青春⭐︎金属バット」（監督：熊切和嘉・2006年）、「嫌われ松子の一生」（監督：中島哲也・2006年）、「デトロイト・メタル・シティ」（監督：李闘士男・2008年）「少年メリケンサック」（監督：宮藤官九郎・2009年）、「中学生円山」（監督：宮藤官九郎・2013年）
- VANTAN 「世界征服」
- 横浜DeNAベイスターズ 「ありがとね。福島」（2014年）
- 福島県  新聞広告「あなたの知っている福島は、どんな福島ですか？」（2016年）
- 福島県 福島県観光ポスター「来て」（2016年）

### MV
- JUDY AND MARY「ひとつだけ」(2000年)、「PEACE」(2001年)
- THE YELLOW MONKEY「パール」（2000年）
- MEAN MACHINE「スーハー」（2001年）
- 間寛平「ジャングル野郎」（2001年）
- おはガール フルーツポンチ「それゆけ！おはマーチ」（2002年）
- MAKOTO「SPRING MUSE」（2002年）
- HEADS「SOMEDAY」（2002年）
- スネオヘアー「テノヒラ」「ヒコウ」(2004年)、「split」「headphone music」(2006年)、「言いたいことはいつも」「共犯者」(2008年)、「ロデオ」(2009年)
- U.N.O.BAND「NO.1」「1224」(2005年)
- ENDLICHERI☆ENDLICHERI「ソメイヨシノ」(2006年)
- 星泉「セーラー服と機関銃」
- サンボマスター「光のロック」(2007年)、「ラブソング（自主制作）」(2009年)
- 風味堂「メリークリスマス、、、。」(2007年)
- jealkb「誓い」（2007年）
- THE SUNDAY DRIVERS「THE SUNDAY DRIVERSのテーマ」(2007年)
- レキシ「歴史ブランニューデイ」(2007年)、「きらきら武士 feat. Deyonná」(2011年)、「最後の将軍 feat.森の石松さん」（2016年）、 「GET A NOTE」「GOEMON feat. ビッグ門左衛門」（2018年）
- 東京プリン「歌舞伎町の王様」(2007年)
- 高橋優「駱駝」「こどものうた」(2009年)、「ほんとのきもち」素晴らしき日常」(2010年)、「誰もいない台所」「誰がために鐘は鳴る」「少年であれ」「現実という名の怪物と戦う者たち」「福笑い」(2011年)、「夜明けを待っている」「発明品」「ボーリング」「セピア」「蓋」「気ままラブソング」「卒業」(2012年)「（Where's）THE SILENT MAJORITY？」「同じ空の下」(2013年)、「ひともしごろ」「太陽と花」「パイオニア」(2014年)、「明日はきっといい日になる」「福笑い（2015年ver.）」（2015年）、「Mr.Complex Man」「さくらのうた」（2016年）、「ルポルタージュ」（2017年）
- 矢沢永吉「コバルトの空」(2009年)
- 怒髪天「YOU DON'T KNOW」(2009年)、「真夏のキリギリス」(2010年)、「ひともしごろ」(2014年)
- 福山雅治「蛍」(2010年)
- THE BACK HORN「枝」(2010年)
- BRAHMAN「霹靂」(2011年)、「鼎の問」「露命」(2012年)、「其限～sorekiri～」（2015年） • OVERGROUND ACOUSTIC UNDERGROUND 「夢の跡」（2011年）、「朝焼けの歌」（2014年）
- 石崎ひゅーい「第三惑星交響曲」(2012年)、「僕だけの楽園」(2014年)
- 音速ライン「ありがとね」(2013年)
- EXILE ATSUSHI「Precious Love」(2014年)
- さだまさし「君は歌うことが出来る」(2014年)
- AKB48「しあわせを分けなさい」（2016年）
- 上白石萌音「366日」（2016年）
- 石川さゆり 「花が咲いている」（2018年）

### 映像
- Dream Power ジョン・レノン スーパーライヴ 忌野清志郎
- 「トップランナー」オープニングタイトル（NHK 総合）
- 日本テレビ「歩くような速さで　37319人のオーディション」是枝裕和
- 北海道文化放送「クロコダイリTV」男ってかなしい
- 木村カエラ 「+1」DVD特典映像「木村カエラの映像実験室」
- THE SUNDAY DRIVERS「LOVE」
- 音女「おフロのオトメ」「キッチンのオトメ」「カレーうどんのオトメ」（テレビ朝日）
- 藤子・F・不二雄のパラレル・スペース「値ぶみカメラ」（WOWOW）
- 「一期一会」オープニングタイトル（NHK 教育）
- LIVE福島ドキュメンタリー映画  「あの日 〜福島は生きている〜」総合監修：是枝裕和
- 江崎グリコ「ビスコ」ウーマンビスコ チアアップムービー
- BONNIE PINK 15周年企画リレー式ショートムービー「フラレラ」Episode 4
- 阪神タイガース「みんなで六甲おろし」
- 映画  「ブラフマン」
- ARABAKI ROCK FEST.17 「COVERS 2017 -MESSAGE FROM MICHINOKU-」Opening＆Ending movie
- PARCO 渋谷パルコLast Dance_ 「渋谷パルコ最後の10日間」
- 福島県ショート・ミュージカル・ムービー 「MIRAI 2061」
- 福島県6秒動画「もっと 知って ふくしま」

## 出版物

### 書籍
- 「月刊 風とロック」（風とロック/すき あいたい ヤバい/2005年4月〜 ）
- 「風とロック 箭内道彦の21世紀広告」（晶文社/2004年）
- 「風とCM」（誠文堂新光社/2006年）
- 「クリエイティブ合気道」（アスキー/2007年）
- 「サラリーマン合気道」（幻冬舎/2008年）
- 「サラリーマン合気道（文庫）」（幻冬舎文庫/2010年）
- 「871569」（講談社/2010年）「8715692」（講談社/2012年）
- 「僕たちはこれから何をつくっていくのだろう」（宣伝会議/2013年）
- 「広告ロックンローラーズ」（宣伝会議/2014年）

### 写真集
- 「別冊 風とロック」（パルコ出版/2006年）
- 「別冊 風とロック2」（パルコ出版/2007年）
- 「mania 70's 木村カエラ×加瀬亮×箭内道彦」（INFASパブリケーションズ/2005年）
- 「風とロックとユナイテッドアローズ」（INFASパブリケーションズ/2006年）
- BEST★SCANDAL完全生産限定盤ブックレット「SCANDAL BY SCANDAL」（EPIC Records Japan./2009年）
- 「風とロックの写真」（パルコ出版/2010年）
- 長澤まさみカレンダー「長澤こよみ 」（マガジンハウス/2010年）
- 柏木由紀写真集「ゆ、ゆ、ゆきりん・・・」（集英社/2012年）
- 探偵大泉洋写真集「探偵は写真の中にいる。」（ワニブックス/2013年）
- 「風とロックと写真」（パルコ出版/2014年）
- 「6 1/2 〜2007-2013 佐藤健の6年半〜 Vol.1さくらんぼ Vol.2ロックバラード Vol.3風」（東京ニュース通信社/2014年）

### 連載
- 「箭内道彦のプレゼン王」（COMPOSITE/2001年9月〜2002年4月）
- 「風とロックとINAZUMA」（CIRCUS/2004年5月〜2006年7月）
- 「風とB.G.M」（CIRCUS/2004年4月～2006年6月）
- 「クリエイティブ合気道」（MACPOWER/2004年10月〜2007年3月）
- 「Woman is」（流行通信/2007年4月〜12月）
- 「いちご通信」（ZERO90/2007年5月）
- 「ロックの学園」（SWITCH/2007年6月〜11月）
- 「俺だけ崖から落ちるのはやだ」（TV Bros/2007年9月〜2018年3月）
- 「風とロックと女」（MonoMax/2007年10月〜2009年1月）
- 「箭内道彦のデザイン恐怖症」（デザインの現場/2010年1月）
- 「箭内道彦の広告ど真ん中」(宣伝会議/2010年3月〜2012年3月）
- 「箭内道彦の広告24時」（ブレーン/2010年4月〜2012年3月）
- 「箭内道彦の今月の一枚」（SWAK/2011年11月〜2012年9月）
- 「風とロックの日々」（宝島AGES/2014年4月〜2015年5月）
- 「随筆」（神戸新聞/2014年1月〜4月）
- 「風とロックの日々」（宝島AGES/2014年4月〜2015年5月）
- 「私の東京物語」（東京新聞/2016年5月）
- 「箭内さん！聞かせてください。今日このごろと、広告のこれから。」（Adver Times/2015年9月〜2017年12月）
- 「広告ロックンローラーズ」（ACC会報 ACCtion!/2010年4月〜 ）
- 「箭内寿司」（シアターカルチャーマガジンT./2011年10月〜 ）
- 「おなやみ相談室」（BRUTUS/2013年1月〜 ）
- 「箭内道彦の広告生活」（共同通信/2013年4月〜 ）
- 「であいびと」（CM NOW/2015年12月〜2018年12月 ）
- 「雲と虹」（コマーシャル・フォト/2019年6月〜）

## 楽曲提供

### 作詞/作曲
- 青りんごス feat. 桜井秀俊&スネオヘアー「40歳になったら」（作詞：Elvis Woodstock×箭内道彦×桜井秀俊×スネオヘアー　作曲：Elvis Woodstock×箭内道彦）
- あんべ光俊とナンバーザ「予定～いわてに帰ったら～」（作詞：箭内道彦、富澤タク、あんべ光俊　作曲：箭内道彦）
- 石野真子「へっちゃら平気の平八郎」（作詞：箭内道彦　作曲：山梨鐐平）NHK「みんなのうた」2015年8月〜9月
- 猪苗代湖ズ「プライド。祈るように叫んだ歌」（作詞：箭内道彦　作曲：渡辺俊美）
- IMONYS「のです」（作詞：箭内道彦　作曲：藤井敬之）/「君も僕も」（作詞：箭内道彦　作曲：藤井敬之）
- 井森美幸とナンバーザ「予定～群馬に帰ったら～」（作詞：箭内道彦、富澤タク、井森美幸　作曲：箭内道彦）
- 薄皮饅頭ズ薄皮饅頭ズ「予定」（作詞：箭内道彦、渡辺俊美、松田晋二　作曲：箭内道彦）
- U.N.O. BAND「NO.1」（作詞：箭内道彦、渡辺健二　作曲：渡辺健二）、「1224」（作詞：箭内道彦　作曲：渡辺健二）
- NHK紅白歌合戦「歌おうマーチ（第65回NHK紅白歌合戦PRソング）」（作詞：箭内道彦　作曲：大友良英）
- AKB48「しあわせを分けなさい」（作詞：秋元康　作曲：箭内道彦）
- 音速ライン「ありがとね」「生きてくことは」「だってネットに載ってたもん」（作詞：箭内道彦　作曲：藤井敬之）
- 愛「あなたをすきになった」作詞：箭内道彦　作曲：藤井敬之/「今度、デートに誘ってね」（作詞：箭内道彦　作曲：藤井敬之）/「楽しい時間」
- 宮藤官九郎と中村雅俊とナンバーザ「予定～宮城に帰ったら～」（作詞：箭内道彦、富澤タク、宮藤官九郎、中村雅俊　作曲：箭内道彦）
- 熊木杏里「hotline」（作詞・作曲：箭内道彦）
- 恋の表参道「恋の表参道」（作詞：中村聖子　作曲：箭内道彦）
- THE SUNDAY DRIVERS「あなた」「チェッカーフラッグ」「ランボルギーニ・カウンタック」「マップル」「マセラッティ」（作詞・作曲：箭内道彦）
- 水前寺清子「キッカケサンバ」（作詞：箭内道彦　作曲：ヒダテモトハラ、藤巻浩）「きっかけ音頭」（作詞・作曲：箭内道彦）
- 菅原卓郎（9mm Parabellum Bullet）とナンバーザ「予定～山形に帰ったら～」（作詞：箭内道彦、富澤タク、菅原卓郎　作曲：箭内道彦）
- スネオヘアー「NO.1」（作詞：箭内道彦、渡辺健二　作曲：渡辺健二）、「1224」（作詞：箭内道彦　作曲：渡辺健二）
- 高橋優「考える」（作詞・作曲：箭内道彦）
- 高橋優とナンバーザ「予定～秋田に帰ったら～」（作詞：箭内道彦、富澤タク、高橋優　作曲：箭内道彦）
- 田村市立都路小学校「田村市立都路小学校校歌」（作詞・作曲：箭内道彦）
- だっぺズとナンバーザ「予定～福島に帰ったら～」（作詞：箭内道彦、富澤タク　作曲：箭内道彦）
- チームしゃちほこ「BASYAUMA ROCK」（作詞：箭内道彦 　作曲：浅野尚志）
- ツムジ伝説「カオソリさんソーレ」「それゆけ！バーバーくん」（作詞・作曲：箭内道彦）
- TOHOKU ROCK'N BAND「東北ROCK'N音頭」「予定～東北に帰ったら」（作詞：箭内道彦、奈良美智、因幡晃、あんべ光俊、荒井良二、宮藤官九郎　作曲：富澤タク）
- TOSHI-LOW×箭内道彦「MIND GAMES」（作詞・作曲：ジョン・レノン　訳詞：TOSHI-LOW、箭内道彦）
- 富澤タク「誰のために桜は咲く」（作詞：箭内道彦、富澤タク　作曲：富澤タク）
- 富澤タクと畠山美由紀「予定～福島と宮城に帰ったら～Live ver.」（作詞：箭内道彦、富澤タク、畠山美由紀　作曲：箭内道彦）
- とーやま校長とやしろ教頭（SCHOOL OF LOCK!）とナンバーザ「予定～北海道と千葉に帰ったら～」（作詞：箭内道彦、富澤タク、とーやま校長、やしろ教頭 　作曲：箭内道彦）
- 怒髪天「YOU DON'T KNOW」（作詞・作曲：箭内道彦）
- 長澤まさみ「タイムマシン」（詞・作曲：箭内道彦）
- ひとりぼっち秀吉BAND「2014年3月11日」（作詞：箭内道彦　作曲：ひとりぼっち秀吉）
- ひとりぼっち秀吉BAND「白い鳩」（作詞：箭内道彦　作曲：ひとりぼっち秀吉BAND）
- 福島県立ふたば未来学園高等学校「ふたば未来学園の歌」（作詞：谷川俊太郎　作曲：箭内道彦）
- 福島ベコスターズ星に願いを（作詞：Ned Washington　訳詞：箭内道彦　作曲：Leigh Harline）
- 藤井敬之「2014年3月11日」（作詞：箭内道彦　作曲：藤井敬之）
- 肥後もっこズと予定ほぼオールすたず feat.八代亜紀「予定～くまもとに帰ったら～」（作詞：箭内道彦、富澤タク、にしだとをる、小池正寿、山内吉仁、渡辺俊美、あんべ光俊、畠山美由紀、八代亜紀　作曲：箭内道彦）
- ままどおるズ「福島には帰らない」「NO TOMORROW」「福島に生まれなかったら僕は」「ままどおる」（詞・作曲：箭内道彦）
- 箭内道彦「森戸川伝説森太郎」（作詞・作曲：箭内道彦）
- 箭内道彦×藤井敬之「2061年のラヴソング」「SEKAI NO IMONY WORLD」「SEKAI NO IMONY LAND」「しあわせでいてください」「君がもし僕を好きでいてくれるなら」「約束」「BASEBALL DISCO」「楽しい時間」「読むの」「あなたをすきになった」「スネオヘアー」「ふたりの演歌」「泣いていいよ」「泣かないもん」「泣かないもん」「ラジオになりたい」（作詞：箭内道彦　作曲：藤井敬之）
- 山下智久「今夜が革命前夜」（作詞：箭内道彦　作曲：Mark Weinberg, Lil Eddie, Jordan Fisher）
- ゆべしス「JU」「my creative」「生まれ変わりたくない」「思ったよりよかった」「早合点」「会えた」「インターネット家族」「テレビが消えた日に」「東京」「モンスター」「想像力」「ぜんぶうんこになれ」「ほめて」「calendar」「今夜こそ」「タイムマシン」（作詞：箭内道彦、松田晋二）
- 渡辺俊美「2014年3月11日」「こたえよ」（作詞：箭内道彦　作曲：渡辺俊美）
- 渡辺俊美とナンバーザ「予定～富岡に帰ったら～」（作詞：箭内道彦、富澤タク、渡辺俊美　作曲：箭内道彦）
- 大竹涼華「WHITE & RED」（作詞：箭内道彦　作曲：藤井敬之）
- ふたりのCARAVANズ「2061年のラヴソング」（作詞：箭内道彦　作曲：藤井敬之）
- ひとりぼっち秀吉BAND「オレGJ」（作詞：箭内道彦　作曲：ひとりぼっち秀吉）
- ひとりぼっち秀吉BAND「苺」（作詞：箭内道彦　作曲：ひとりぼっち秀吉）
- 石川さゆり「しあわせに・なりたいね」（作詞：kinuyo　作曲：箭内道彦）

## テレビ
- 「銀幕会議」（フジテレビ/2006年5月～2007年8月）
- 「デジタル・スタジアム」（NHK BS/2007年4月～2009年11月）
- 「ミニミニ映像大賞」（NHK Eテレ/2007年12月～2015年12月）
- 「トップランナー」（NHK 総合/2008年4月～2011年3月）
- 「ZIP!」コーナー「チューモーク!」（日本テレビ/2015年1月～2018年2月）
- 「福島をずっと見ているTV」（NHK Eテレ/2011年6月～）

- 「トップランナー」（NHK Eテレ/2006年2月26日）
- 「情熱大陸」（毎日放送/2007年6月3日）
- 「課外授業 ようこそ先輩」（NHK Eテレ/2007年9月1日）
- 「ドキュメント 考える～クリエイティブディレクター・箭内道彦～」（NHK 総合/2008年5月9日）
- 「新春TV放談2009」（NHK 総合/2009年1月3日）
- 「私の10のルール」（TBS/2009年4月21日）
- 「スタジオパークからこんにちは」（NHK 総合/2009年11月10日、2011年12月21日）
- 「新春TV放談2010」（NHK 総合/2010年1月2日）
- 「スペシャルギフト」（日本テレビ/2010年2月25日）
- 「笑っていいとも!」テレフォンショッキング（フジテレビ/2010年7月21日）
- 「アナザースカイ」（日本テレビ/2010年9月17日）
- 「カタリダス ～MAKE IT GREAT～」（TBS/2010年10月13日）
- 「応援ソングを高らかに ～I love you & I need you ふくしま～」（NHK 総合/2011年4月29日）
- 「ボクらの時代 」谷川俊太郎×宮藤官九郎×箭内道彦（フジテレビ/2011年11月13日）
- 「第62回NHK紅白歌合戦」（NHK 総合/2011年12月31日）
- 「心ゆさぶれ!先輩ROCK YOU」（日本テレビ/2012年10月13日）
- 「オデッサの階段」（フジテレビ/2012年11月15日）
- 「尾崎豊 ～大人になった君たちへ～」（NHK BSプレミアム/2012年11月16日）
- 「東北発☆未来塾」（NHK Eテレ/2012年12月7日、12月14日、12月21日、12月28日）
- 「八重の桜 箭内道彦＆柳澤秀夫の八重トーク」（NHK 総合/2013年3月3日）
- 「TV Bros.TV」（WOWOWプライム/2013年8月25日）
- 「ミュージック ポートレイト」さだまさし×箭内道彦 （NHK Eテレ/2014年9月4日、9月17日）
- 「日曜美術館」『大地の画家・常田健 ～箭内道彦が行く津軽の旅』（NHK Eテレ/2012年4月29日）  　『ミュシャ パリをとりこにした女神の微笑（ほほえ）み』（NHK Eテレ2013年4月7日）  　『みちのくの仏像　木に託した人々の祈り』（NHK Eテレ/2015年1月18日）
- TBSテレビ60周年特別企画「ものづくり日本の奇跡」（TBS/2015年3月23日）
- 「今夜も生でさだまさしスペシャル～日本一周達成大感謝祭～」（NHK 総合/2015年3月28日）
- 「戦後70年 樹木希林ドキュメンタリーの旅」（東海テレビ/2015年8月10日）
- 「“それから”の 東北発☆未来塾　～夢をつかむチカラ」（NHK Eテレ/2016年3月6日）
- 「今夜も生でさだまさしスペシャル～朝まで生でがんばらんば・東北！～」（NHK 総合/2016年3月26日）
- 「先人たちの底力 知恵泉」（NHK Eテレ/2016年4月12日）
- 「グレーテルのかまど」（NHK Eテレ/2017年3月13日）
- 「たった1分間で分かる！カリスマテスト」（日本テレビ/2017年5月14日）
- 「おべんとレター。」（テレビ朝日/2017年8月12日）
- 「バリバラ」告白！あなたの夢はなんですか？（NHK Eテレ/2017年8月27日）
- 「ビートたけしの私が嫉妬したスゴい人」（フジテレビ /2018年1月3日）
- 「レキシの歴史」（スペースシャワーTV/2018年3月29日）
- 「MUSIC☆HERO」（TBS/2019年1月2日）[2]
- 「3.11　10年 そしてこれから」（NHK総合/2021年3月13日）[3]

## ラジオ
- 「箭内優」（秋田放送/2013年1月～2014年4月）
- 「HEART TO HEART」（J-WAVE/東北放送/2014年4月～2015年3月）
- 「My Tokyo　東京に恋をして」（ニッポン放送/2015年4月〜2016年3月）
- 「風とロック」（TOKYO FM/JFN系列局/2006年4月〜 ）
- 「風とロック CARAVAN福島」（ラジオ福島/2013年12月〜 ）
- 「箭内言う」（秋田放送/2013年7月～ ）
- 「渋谷のトランジスタラジオ」（渋谷のラジオ/2016年4月〜 ）

## 展覧会
- 「箭内道彦　月刊 風とロック展～愛と伝説のフリーペーパー、その神髄～」（表参道ヒルズ ギャラリースペースオー/2014年4月25日～5月6日）
- 「風とロックと箭内道彦 写真展」（渋谷パルコ・パート1/2010年8月6日～8月22日）
- 「クリエイティブディレクター箭内道彦の漂流」（クリエイションギャラリーG8/2008年3月3日～28日）

## プロデュース
- 高橋優
- TOHOKU ROCK'N BAND
- 愛（カナ）＆IMONYS
- 表参道イルミネーション2010
- The Runway of HANAE MORI
- REAL TIME PLAY OF cube
- music＆theater I’M A SHOW TOKYO、YURAKUCHO

## 出演

### 舞台
- 2016年8月 朗読劇「LOVE LETTERS」（パルコ劇場）箭内道彦、木村佳乃

### 映画
- 2009年2月「少年メリケンサック」（監督：宮藤官九郎）

## バンド
- ままどおるズ（山口隆、箭内道彦）
- ゆべしス（松田晋二、箭内道彦）
- 薄皮饅頭ズ（松田晋二、渡辺俊美、箭内道彦）
- 猪苗代湖ズ（山口隆、松田晋二、渡辺俊美、箭内道彦）
- THE SUNDAY DRIVERS（渡辺健二、箭内道彦）